# Машадо, Вандерлей
Вандерлей Машадо да Силва (порт.-браз. Wanderley Machado da Silva; 3 июня 1938, Нитерой, Бразилия — 5 марта 2020, Масанаса, Испания) — бразильский футболист, выступавший на позиции нападающего за «Васко да Гама» и ряд испанских клубов. Участник Олимпийских игр 1960 года.

## Клубная карьера
Родившийся в пригороде Рио-де-Жанейро Вандерлей свою игровую карьеру начал в составе местного гранда — «Васко да Гама». В 1961 году его брата Валдо пригласила испанская «провинции Валенсия», и, воспользовавшись возможностью, Вандерлей вместе с ним перебрался в Европу. Не заинтересовав представителей «летучих мышей», он попал в ряды «Эльче», одним из руководителей которого был друг Валдо.
В 1962 году Вандерлей подписал контракт с «Леванте», выступавшем в испанской Сегунде, и в своём первом сезоне, забив 12 мячей в 16 играх, помог команде добиться повышения в классе и выступления в Ла Лиге.
Покинув в 1967 году «сине-гранатовых», Вандерлей последние годы своей карьеры выступал за «Малагу» и «Эркулес».

## Карьера в сборной
В составе бразильской команды Вандерлей принял участие в футбольном турнире Олимпиады-1960. Нападающий провёл все три матча своей сборной в групповом турнире, отличившись голом в ворота британцев. Поражение от Италии в последнем туре не позволило «селесао» продолжить борьбу за медали Игр.

## Личная жизнь
Брат Вандерлея Валдо также был футболистом. Он известен, в первую очередь, своими выступлениями в составе «Флуминенсе», являясь лучшим бомбардиром в истории клуба, и «Валенсии», где является вторым бомбардиром в истории команды. К концу своих футбольных карьер братья вместе защищали цвета испанского «Эркулеса».
После завершения игровой карьеры Вандерлей поселился в местечке Масанаса провинции Валенсия. 5 марта 2020 года на 82-м году жизни умер от болезни Альцгеймера.